# Gravel and Tar 2019
La 4e édition du Gravel and Tar a eu lieu le 19 janvier 2019. Elle fait partie du calendrier UCI Oceania Tour 2019 en catégorie 1.2. La course est remportée par le Néo-zélandais Luke Mudgway (EvoPro Racing).

## Classements

### Déroulement de la course
Dès le premier secteur de gravier, un groupe de quatorze coureurs emmenés par l'équipe EvoPro Racing se détache. L'échappée finit par se réduire à cinq hommes dans le secteur de Ashhurst : Glen Haden (Team Bike Box), Ryan Christensen et James Oram de l'équipe de Nouvelle-Zélande, Luke Mudgway et Cyrus Monk de l'EvoPro Racing. Une crevaison du premier d'entre eux l'empêche de disputer le sprint final, remporté par Luke Mudgway. Sur les soixante-cinq coureurs qui ont pris le départ, vingt-quatre terminent dans les délais.

### Classement final
| \| Classement général \| Classement général \| Classement général \| Classement général \| Classement général \| \| Coureur \| Coureur \| Pays \| Équipe \| Temps \| \| ------------------ \| ------------------ \| ------------------ \| ------------------------- \| ------------------ \| \| 1er \| Luke Mudgway \| Nouvelle-Zélande \| EvoPro Racing \| 3 h 23 min 31 s \| \| 2e \| Ryan Christensen \| Nouvelle-Zélande \| Nouvelle-Zélande \| + 1 s \| \| 3e \| Cyrus Monk \| Australie \| EvoPro Racing \| + 2 s \| \| 4e \| James Oram \| Nouvelle-Zélande \| Nouvelle-Zélande \| + 3 s \| \| 5e \| Glenn Haden \| Nouvelle-Zélande \| \| + 47 s \| \| 6e \| Conor Murtagh \| Australie \| Oliver's Real Food Racing \| + 1 min 02 s \| \| 7e \| Ben Oliver \| Nouvelle-Zélande \| \| + 1 min 18 s \| \| 8e \| Cameron Ivory \| Australie \| \| + 1 min 18 s \| \| 9e \| Madi Hartley-Brown \| Nouvelle-Zélande \| \| + 1 min 38 s \| \| 10e \| Ben Hamilton \| Nouvelle-Zélande \| Nouvelle-Zélande \| + 3 min 42 s \| |                    |                  |                           |                 |
| |                    |                  |                           |                 |
| Source : ProCyclingStats |                    |                  |                           |                 |
| Classement général |                    |                  |                           |                 |
| Coureur | Coureur            | Pays             | Équipe                    | Temps           |
| 1er | Luke Mudgway       | Nouvelle-Zélande | EvoPro Racing             | 3 h 23 min 31 s |
| 2e | Ryan Christensen   | Nouvelle-Zélande | Nouvelle-Zélande          | + 1 s           |
| 3e | Cyrus Monk         | Australie        | EvoPro Racing             | + 2 s           |
| 4e | James Oram         | Nouvelle-Zélande | Nouvelle-Zélande          | + 3 s           |
| 5e | Glenn Haden        | Nouvelle-Zélande |                           | + 47 s          |
| 6e | Conor Murtagh      | Australie        | Oliver's Real Food Racing | + 1 min 02 s    |
| 7e | Ben Oliver         | Nouvelle-Zélande |                           | + 1 min 18 s    |
| 8e | Cameron Ivory      | Australie        |                           | + 1 min 18 s    |
| 9e | Madi Hartley-Brown | Nouvelle-Zélande |                           | + 1 min 38 s    |
| 10e | Ben Hamilton       | Nouvelle-Zélande | Nouvelle-Zélande          | + 3 min 42 s    |

### Classements UCI
La course attribue aux coureurs le même nombre des points pour l'UCI Oceania Tour 2019 et le Classement mondial UCI.
| Position           | 1er | 2e | 3e | 4e | 5e | 6e | 7e | 8e à 10e |
| Classement général | 40  | 30 | 25 | 20 | 15 | 10 | 5  | 3        |